# Copa d'Àfrica de Nacions 1984
El 1984 es disputà la catorzena edició de la Copa d'Àfrica de Futbol, a la Costa d'Ivori. Es mantingué el format de l'edició anterior. Camerun guanyà el seu primer campionat després de derrotar Nigèria per 3 a 1 en la final.

## Fase de classificació
Hi participaren aquestes 8 seleccions:
| Equips                   | Participacions anteriors                            | Millor resultat                    |
| ------------------------ | --------------------------------------------------- | ---------------------------------- |
| Algèria                  | 3 (1968, 1982 i 1980)                               | Finalistes (1980)                  |
| Camerun                  | 3 (1970, 1972 i 1982)                               | Tercers (1972)                     |
| Costa d'Ivori (amfitrió) | 5 (1965, 1968, 1970, 1974 i 1980)                   | Tercers (1965 i 1968)              |
| Egipte                   | 8 (1957, 1959, 1962, 1963, 1970, 1974, 1976 i 1980) | Campions (1957 i 1959)             |
| Ghana (vigent campió)    | 7 (1963, 1965, 1968, 1970, 1978, 1980 i 1982)       | Campions (1963, 1965, 1978 i 1982) |
| Malawi                   | Debutants                                           | Debutants                          |
| Nigèria                  | 5 (1963, 1976, 1978, 1980 i 1982)                   | Campions (1980)                    |
| Togo                     | 1 (1972)                                            | Primera fase (1972)                |

## Seus
| Abidjan                      | AbidjanBouakéCopa d'Àfrica de Nacions 1984 (Costa d'Ivori) | Bouaké            |
| Stade Félix Houphouët-Boigny | AbidjanBouakéCopa d'Àfrica de Nacions 1984 (Costa d'Ivori) | Stade Bouaké      |
| Capacitat: 40.000            | AbidjanBouakéCopa d'Àfrica de Nacions 1984 (Costa d'Ivori) | Capacitat: 35.000 |
|                              | AbidjanBouakéCopa d'Àfrica de Nacions 1984 (Costa d'Ivori) |                   |

## Competició

### Primera fase

#### Grup A
| Pos | Equip             | PJ | PG | PE | PP | GF | GC | DG | Pts | Classificació          |
| --- | ----------------- | -- | -- | -- | -- | -- | -- | -- | --- | ---------------------- |
| 1   | Egipte            | 3  | 2  | 1  | 0  | 3  | 1  | +2 | 5   | Avança a la fase final |
| 2   | Camerun           | 3  | 2  | 0  | 1  | 6  | 2  | +4 | 4   | Avança a la fase final |
| 3   | Costa d'Ivori (H) | 3  | 1  | 0  | 2  | 4  | 4  | 0  | 2   |                        |
| 4   | Togo              | 3  | 0  | 1  | 2  | 1  | 7  | −6 | 1   |                        |

| Costa d'Ivori                     | 3–0     | Togo |
| --------------------------------- | ------- | ---- |
| Koffi 27' · Fofana 62' · Goba 75' | Informe |      |

| Egipte       | 1–0     | Camerun |
| ------------ | ------- | ------- |
| Abouzaid 78' | Informe |         |

| Camerun                                  | 4–1     | Togo          |
| ---------------------------------------- | ------- | ------------- |
| Djonkep 7' · Abega 21', 61' · Aoudou 45' | Informe | Moutairou 56' |

| Costa d'Ivori | 1–2     | Egipte            |
| ------------- | ------- | ----------------- |
| Miézan 53'    | Informe | Abouzaid 66', 72' |

| Egipte | 0–0     | Togo |
| ------ | ------- | ---- |
|        | Informe |      |

| Costa d'Ivori | 0–2     | Camerun                 |
| ------------- | ------- | ----------------------- |
|               | Informe | Milla 42' · Djonkep 61' |

#### Grup B
| Pos | Equip   | PJ | PG | PE | PP | GF | GC | DG | Pts | Classificació          |
| --- | ------- | -- | -- | -- | -- | -- | -- | -- | --- | ---------------------- |
| 1   | Algèria | 3  | 2  | 1  | 0  | 5  | 0  | +5 | 5   | Avança a la fase final |
| 2   | Nigèria | 3  | 1  | 2  | 0  | 4  | 3  | +1 | 4   | Avança a la fase final |
| 3   | Ghana   | 3  | 1  | 0  | 2  | 2  | 4  | −2 | 2   |                        |
| 4   | Malawi  | 3  | 0  | 1  | 2  | 2  | 6  | −4 | 1   |                        |

| Ghana          | 1–2     | Nigèria                  |
| -------------- | ------- | ------------------------ |
| Opoku N'ti 19' | Informe | Nwosu 13' · Ehilegbu 31' |

| Algèria                                  | 3–0     | Malawi |
| ---------------------------------------- | ------- | ------ |
| Bouiche 29' · Belloumi 36' · Fergani 38' | Informe |        |

| Malawi                     | 2–2     | Nigèria         |
| -------------------------- | ------- | --------------- |
| Waya 7' (pen.) · Msiya 35' | Informe | Temile 39', 41' |

| Algèria                   | 2–0     | Ghana |
| ------------------------- | ------- | ----- |
| Menad 75' · Bensaoula 85' | Informe |       |

| Algèria | 0–0     | Nigèria |
| ------- | ------- | ------- |
|         | Informe |         |

| Ghana       | 1–0     | Malawi |
| ----------- | ------- | ------ |
| Amphadu 32' | Informe |        |

### Eliminatòries
|  | Semifinals        | Semifinals |                   |       | Final | Final |
|  |                   |            |                   |       |       |       |
|  | 14 març – Bouaké  |            |                   |       |       |       |
|  |                   |            |                   |       |       |       |
|  | Egipte            | 2 (7)      |                   |       |       |       |
|  | Egipte            | 2 (7)      | 18 març – Abidjan |       |       |       |
|  | Nigèria (p.)      | 2 (8)      |                   |       |       |       |
|  | Nigèria (p.)      | 2 (8)      | Nigèria           | 1     |       |       |
|  | 14 març – Abidjan |            | Nigèria           | 1     |       |       |
|  |                   | Camerun    | 3                 |       |       |       |
|  | Algèria           | Camerun    | 3                 | 0 (4) |       |       |
|  | Algèria           |            |                   | 0 (4) |       |       |
|  | Camerun (p.)      | 0 (5)      |                   |       |       |       |
|  | Camerun (p.)      | 0 (5)      | Tercer lloc       |       |       |       |
|  |                   |            |                   |       |       |       |
|  | 17 març – Abidjan |            |                   |       |       |       |
|  |                   |            |                   |       |       |       |
|  | Egipte            | 1          |                   |       |       |       |
|  | Egipte            | 1          |                   |       |       |       |
|  | Algèria           | 3          |                   |       |       |       |

#### Semifinals
| Egipte                                                                                  | 2–2     | Nigèria                                                                 |
| --------------------------------------------------------------------------------------- | ------- | ----------------------------------------------------------------------- |
| Sulaiman 25' · Abouzaid 38'                                                             | Informe | Keshi 43' (pen.) · Bala 75'                                             |
| Tanda de penals                                                                         |         |                                                                         |
| Abdelghani · Shehata · Ghareeb · El Khatib · Beedho · Nacef · Yassin · Hassan · Youssef | 7–8     | ? · Edobor · Shofoluwe · ? · Keshi · Yekini · Temile · Adeshina · Lawal |

| Algèria         | 0–0     | Camerun |
| --------------- | ------- | ------- |
|                 | Informe |         |
| Tanda de penals |         |         |
| Guendouz        | 4–5     |         |

#### 3r i 4t lloc
| Algèria                              | 3–1     | Egipte                |
| ------------------------------------ | ------- | --------------------- |
| Madjer 67' · Belloumi 70' · yahi 88' | Informe | Abdelghani 74' (pen.) |

#### Final
| Camerun                               | 3–1     | Nigèria   |
| ------------------------------------- | ------- | --------- |
| N'Djeya 32' · Abega 79' · Ebongué 84' | Informe | Lawal 10' |

## Campió
| Guanyador de Copa d'Àfrica 1984 |
| ------------------------------- |
| · Camerun · Primer títol        |

## Golejadors
4 gols
- Taher Abouzeid

3 gols
- Théophile Abéga

2 gols
- Lakhdar Belloumi
- Bonaventure Djonkep
- Clement Temile

1 gol
- Tedj Bensaoula
- Nasser Bouiche
- Ali Fergani
- Rabah Madjer
- Djamel Menad
- Hocine Yahi
- Ibrahim Aoudou
- Ernest Ebongué
- René Ndjeya
- Youssouf Fofana
- Michel Goba
- Tia Koffi
- Pascal Miezan
- Magdi Abdelghani
- Imad Suleiman
- Seth Amphadu
- Opoku Nti
- Clifton Msiya
- Harry Waya
- Ali Bala
- Shipozor Ehilegbu
- Stephen Keshi
- Muda Lawal
- Henry Nwosu
- Moutairou Rafiou

## Equip ideal de la CAF
Porter
- Joseph-Antoine Bell

Defenses
- Isaac Sinkot
- Ali Shehata
- Ibrahim Youssef
- Stephen Keshi

Mitjos
- Lakhdar Belloumi
- Théophile Abega
- Taher Abouzeid
- Clement Temile

Davanters
- Djamel Menad
- Clifton Msiya